# Йембке
Йембке (нем. Jembke) — община в Германии, в земле Нижняя Саксония.
Входит в состав района Гифхорн. Подчиняется управлению Больдеккер Ланд. Население составляет 1961 человек (на 31 декабря 2010 года). Занимает площадь 14,57 км².
| Год  | Население |
| ---- | --------- |
| 1990 | 1201      |
| 1995 | 1393      |
| 2000 | 1847      |
| 2005 | 1892      |
| 2010 | 1989      |